# 高師謙
高師謙（英文名：Nicholas Kao Se Tseien, O.C.S.O.，1897年1月15日—2007年12月11日），嚴規熙篤會會士，也是至目前為止最長壽的華人天主教神父。2007年時，他渡過了他110歲的生日，並同時成為了超級人瑞，儘管老人学研究组织和吉尼斯世界紀錄尚未證實他的情況。
出生於福建省福州長樂市，高是四位兄弟之一，廈門大學法律系畢業，在18歲時轉入西班牙多明我會的天主教學校。雖然被訓練如一位老師而且在晚上學習法律，他決定在他親愛朋友的死亡之後成為一位神父，一個西班牙修道士。他在1915年領洗聖名為「尼各老」，1933年晉鐸為神父。第二次国共内战後，隨著中華民國政府來台從事宣教工作，直到74歲才離開台灣教區。
他的神父生活從中國大陸到台灣、馬來西亞和最後1972年到達的香港。他在大嶼山大水坑的聖母神樂院擔任神父超過30年。
在走過三個世紀的生命中，他歷經十位天主教教宗、兩位中國皇帝，包含一皇朝及兩共和時代。2005年11月12日，高師謙以108歲高齡從香港來台，在台中法蒂瑪天主堂觀禮其姪孫高豪晉鐸為神父。
2007年12月11日早上在聖母神樂院內辭世，終年110歲330天。

## 外部連結
- 紀念高師謙神父－聖母神樂院 （页面存档备份，存于）
- 高師謙神父專頁－公教報 （页面存档备份，存于）
- An interview ，香港《英文虎報》，2005年10月8日
- 淡水天主堂
- 108歲神父高師謙 來台宣神恩 （页面存档备份，存于），自由電子報，2005年11月13日。
- 高神父106歲時接受香港電台訪問的片段 （页面存档备份，存于）